# Södertälje (stad)
Södertälje (uitspraakⓘ) is de grootste stad van de gemeente Södertälje in het landschap Södermanland en de provincie Stockholms län in Zweden. De plaats heeft 60.279 inwoners (2005) en een oppervlakte van 2529 hectare.

## Bevolking
Södertälje heeft de grootste Aramese gemeenschap in Europa, met meer dan een derde van de inwoners (circa 22.000 mensen) van Aramese afkomst.
De stad is tevens de zetel van twee bisschoppen die aangesloten zijn bij de Syrisch-Orthodoxe Kerk van Antiochië. Daarnaast zijn er twee prominente voetbalclubs met Aramese en Assyrische wortels: Syrianska FC en Assyriska Föreningen, waarvan beide ooit uitkwamen op het hoogste Zweedse niveau. Södertälje is ook de thuisbasis van twee Aramese televisiezenders.
Naast de Aramese gemeenschap wonen er in Södertälje ook veel Armeniërs, en het aantal inwoners met een Irakese achtergrond is gegroeid tot circa 6000. Daarnaast zijn er gemeenschappen afkomstig uit voormalig Joegoslavië en Chili.
Een aanzienlijk deel van de bevolking heeft Finse roots, wat terug te voeren is op de 19e eeuw, toen veel Finse arbeiders naar de regio emigreerden.

## Bedrijven in Södertälje

### Scania
In Södertälje werd in 1891 de wagonfabriek Vabis (Vagen Aktien Bolaget I Södertälje) opgericht. Het bedrijf fuseerde later met Scania, tot Scania-Vabis. Na ontvlechting hiervan bleef het hoofdkantoor van Scania CV AB in Södertälje gevestigd. De vrachtwagen- en busfabrikant heeft hier naast het hoofdkantoor tevens haar productontwikkelingscentrum, motorenfabriek, versnellingsbakkenfabriek en chassisassemblagefabriek.

Scania draagt haar steentje bij aan de sterk diverse gemeenschap van Södertälje. Vanuit diverse fabrieken in het buitenland (São Paulo in Brazilië, Zwolle in Nederland en Angers in Frankrijk) komen medewerkers in Södertälje werken.

### AstraZeneca
In Södertalje was ook de zetel van het farmaceutisch bedrijf Astra AB, dat in 1999 met het Britse Zeneca Group de multinational AstraZeneca vormde, met hoofdzetel in Londen. Södertälje bleef het hoofdkwartier van de afdeling onderzoek en ontwikkeling van AstraZeneca.

## Verkeer en vervoer
Bij de plaats lopen de E4, E20 en Länsväg 225.
De plaats heeft een station aan de spoorlijnen Stockholm - Göteborg en Svealandsbanan.

## Sport
Södertälje was in 1989 een speelstad tijdens het Wereldkampioenschap ijshockey.  
De belangrijkste voetbalclub van Södertälje is het door Aramese immigranten opgerichte Syrianska FC, dat enkele seizoenen uitkwam in de Allsvenskan.

## Stedenband
- Angers (Frankrijk)
- Pärnu (Estland)

## Geboren
- Jan Guillou (1944), auteur en journalist
- Björn Borg (1956), tennisser
- Suleyman Sleyman (1979), voetballer
- Kennedy Bakırcıoğlu (1980), voetballer
- Jonas Bjelkmark (1987), wielrenner
- Mikael Ishak (1993), voetballer
- Alexandra Karlsson Tyrefors (2001), actrice